# Panellus bambusifavolus
Panellus bambusifavolus är en svampart som beskrevs av Corner 1986. Panellus bambusifavolus ingår i släktet Panellus och familjen Mycenaceae.   Inga underarter finns listade i Catalogue of Life.